# Glogerovo pravidlo

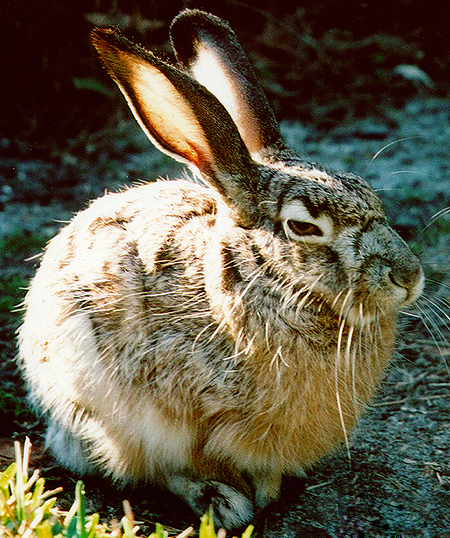
Zajíc tmavoocasý (Lepus californicus): jedinci v suchých oblastech jeho areálu jsou světlejší

Glogerovo pravidlo je biologické adaptační pravidlo, které tvrdí, že živočichové v suchých oblastech mají obvykle světlejší zbarvení než jejich protějšky ve vlhkých regionech. Za příklad se dává strnadec liščí (Passerella iliaca), který ve vlhkých oblastech na východě USA je červený, zatímco v suchých horách na západě mají světle šedé zbarvení. Podobné rozdíly ve zbarvení vykazuje i zajíc tmavoocasý (Lepus californicus). Pravidlo však neplatí zdaleka vždy a všude.
Tuto poučku vyslovil v 19. století Constantin Wilhelm Lambert Gloger. Vysvětlení tohoto jevu vůbec není jednoduché. U některých skupin, jako jsou ptáci, by se mohlo jednat o ochranu před rozkladnými bakteriemi, kterých je ve vlhku více než v suchých podmínkách. Proto ve vlhkých oblastech používají živočichové raději odolný hnědý eumelanin než méně odolný a světlejší feomelanin.